# Bernard II van Bigorre
Bernard II van Bigorre (overleden in 1077) was van 1034 tot aan zijn dood graaf van Bigorre. Hij behoorde tot het huis Foix.

## Levensloop
Bernard II was de oudste zoon van graaf Bernard Rogier van Foix en diens echtgenote Gersenda, dochter en erfgename van graaf Garcia Arnold van Bigorre. In 1034 volgde hij zijn vader op als graaf van Bigorre.
Zijn vader was begonnen met het opstellen van de Fors de Bigorre, een handschrift over een reeks gebruiken die het leven in Bigorre beheersten. In 1060 was het handschrift afgewerkt. In de Fors de Bigorre werden de rechten en de plichten van de graaf, de edelen en de onderdanen gedefinieerd. Een nieuw fort kon niet worden gebouwd zonder de toestemming van de graaf en de onderdanen moesten als heer een vazal van de graaf kiezen. Ook werd de autonomie van de valleiregio's Lavedan en Barèges bevestigd.
In 1062 ging hij met zijn echtgenote op pelgrimstocht naar Le Puy-en-Velay, waar ze hun graafschap onder de bescherming van het Notre Dame-klooster plaatsten. 
In 1077 stierf Bernard II van Bigorre.

## Huwelijken en nakomelingen
Zijn eerste echtgenote was ene Clemence (overleden in 1062). Ze kregen volgende kinderen:
- Raymond II (overleden in 1080), graaf van Bigorre
- Clemence (overleden in 1065), huwde rond 1055 met graaf Ermengol III van Urgell

Uit zijn eerste huwelijk werden mogelijk ook geboren:
- Stephania (overleden in 1088), huwde met graaf Willem I van Bourgondië
- Ermesinde, huwde met hertog Willem VII van Aquitanië.

In 1063 huwde hij met zijn tweede echtgenote Stephania, dochter van burggraaf Willem II van Marseille. Ze kregen een dochter:
- Beatrix I (1064-1095), gravin van Bigorre, huwde in 1079 met burggraaf Centullus V van Béarn